# Червона книга Республіки Болгарія
Червона книга Республіки Болгарія (болг. Червена книга на Република България) — офіційний державний документ, який містить анотований перелік рідкісних і тих що перебувають під загрозою зникнення, видів тваринного і рослинного світу в межах території Болгарії, її континентального шельфу та морської економічної зони, а також узагальнені відомості про поширення, сучасний стан цих видів, причини скорочення чисельності, та заходи щодо їх збереження та відтворення.
Занесені в Червону книгу Республіки Болгарія види тварин і рослин підлягають особливій охороні на всій території країни.

## Історія
Ідея видання національної Червоної книги належить болгарському зоологу Ніколаю Боєву. Перше видання книги було підготовлено і опубліковано Болгарською академією наук у двох томах і вийшло у 1984 (тому 1. Рослини) і 1985 (том 2. Тварини) році. Наступні видання через входження Болгарії в Євросоюз складалися з урахуванням застосування загальноєвропейської системи охорони біологічного різноманіття «Натура 2000».
У 2011 році побачило світ друге видання Червоної книги під загальною редакцією академіка Васила Големанского. Всього в неї включені: 287 видів і підвидів тварин, 659 видів рослин, 149 видів грибів. Вперше у неї був включений також список безхребетних (51 вид, з яких 39 знаходяться на межі знищення). Також був випущений третій том, який містить відомості про 166 вразливих мікробіоценозах і місцях проживання. 
У 2015 році було оголошено про випуск третього видання, у якому було переглянуто ряд консерваційних статусів деяких видів.

## Природоохоронні категорії
- EX — мабуть, зниклі види.
- CR — Види, що перебувають у критичному стані (що знаходяться на межі повного зникнення).
- EN — Вимираючі види.
- VU — Вразливі види (скорочуються в чисельності, природно рідкісні).
- DD — Види, невизначені за статусом.